# Fascinator

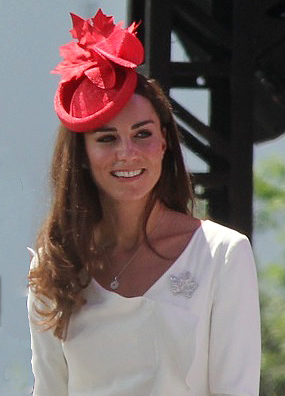
Catherine, Princess of Wales, bei einem Besuch in Kanada mit einem Fascinator, dessen Gestaltung die kanadische Flagge aufgreift (2011)

Ein Fascinator (von lateinisch fascinare ‚faszinieren‘) ist ein leichter Kopfschmuck für Frauen, der etwa aus Federn, Blumen, Netzen und Bändern besteht und mit Hilfsmitteln wie Haarnadeln, Haarreifen oder Kämmen im Haar befestigt wird. Anders als ein Hut hat der Fascinator rein dekorative Funktion. Da er den Kopf kaum bedeckt, bietet er keinen oder wenig Schutz vor dem Wetter. Fascinators werden besonders in Großbritannien zu festlichen Anlässen getragen.

## Geschichte

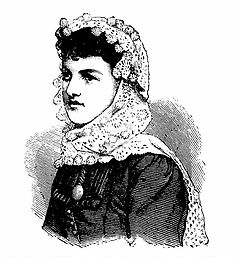
Ein gehäkelter Schal, genannt Fascinator, USA, 1885

Im späten 19. Jahrhundert bezeichnete Fascinator in den USA einen auf dem Kopf getragenen, gestrickten oder gehäkelten Schal. Ähnliche Kopfbedeckungen waren zuvor als Mantilla und Fanchon in Europa verbreitet. Diese Bedeutung hielt sich bis in die erste Hälfte des 20. Jahrhunderts, so findet sie sich etwa in Edith Whartons Erzählung Ethan Frome von 1911.
Die heutige Wortbedeutung kam erst gegen Ende des 20. Jahrhunderts auf. Dekorative und schmückende Kopfbedeckungen aus Federn, Blumen und Bändern haben allerdings unter anderen Namen eine lange Tradition in der Geschichte der europäischen Damenkopfbedeckung. Aus der christlichen Kopftuchtradition entwickelten sich im 17. Jahrhundert schmückende Kopfbedeckungen wie die Fontange. Die französische Königin Marie Antoinette machte im 18. Jahrhundert etwa Straußenfedern als Kopfbedeckung populär. In den 1920er Jahren waren sogenannte Puppenhüte (Doll hats) in Mode, kleine Miniaturhüte, die schräg auf die Stirn gesetzt wurden oder in einer Frisur befestigt waren.
Der Begriff Fascinator zur Beschreibung eines spezifischen Hutmodetrends des späten 20. und frühen 21. Jahrhunderts entstand gegen Ende des 20. Jahrhunderts, möglicherweise in Erinnerung an die kleinen Cocktailhüte der 1930er bis 1960er Jahre, die zwar überwiegend zur Abendmode getragen wurden, jedoch in den frühen Fascinators ähnelnden Hutentwürfen der 1980er Jahre von Londoner Designern wie Stephen Jones und Philip Treacy wieder aufgegriffen wurden.

Varianten
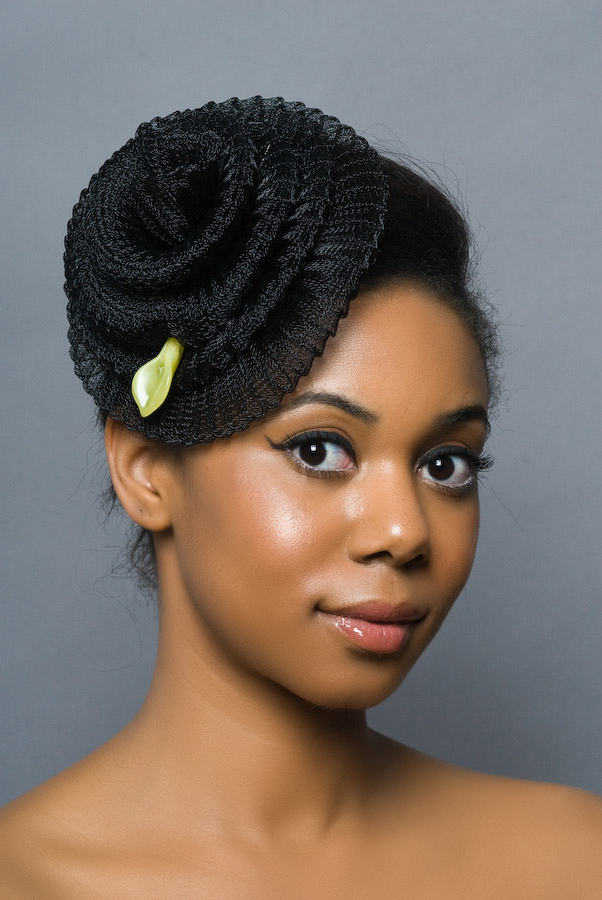
Schlichter Fascinator in Hutform, mit Haarnadel befestigt, 2009
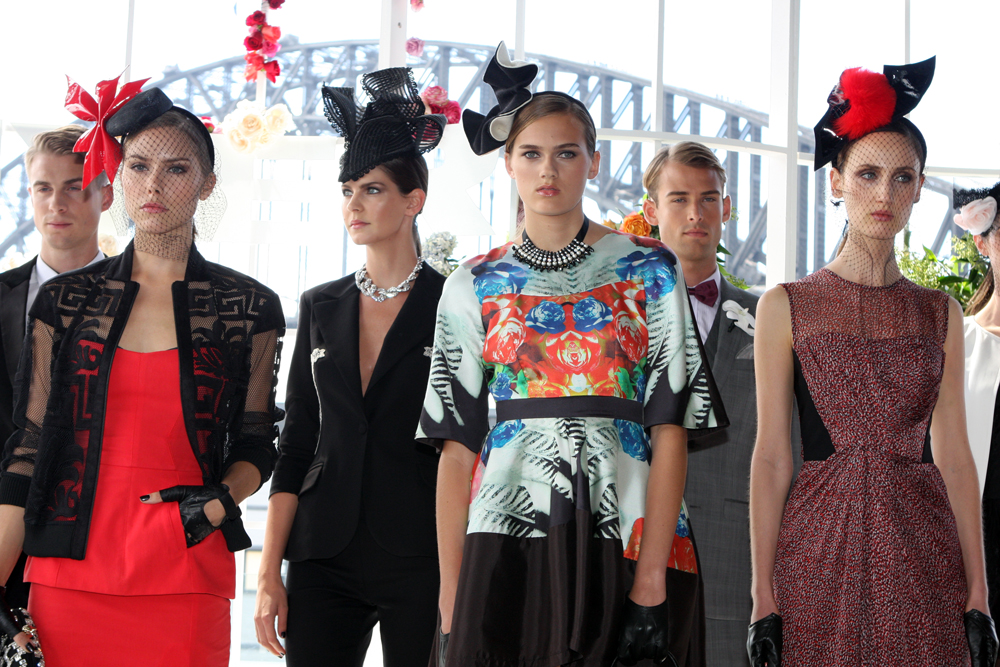
Fascinators bei einer Modenschau der australischen Kaufhauskette Myer, 2013
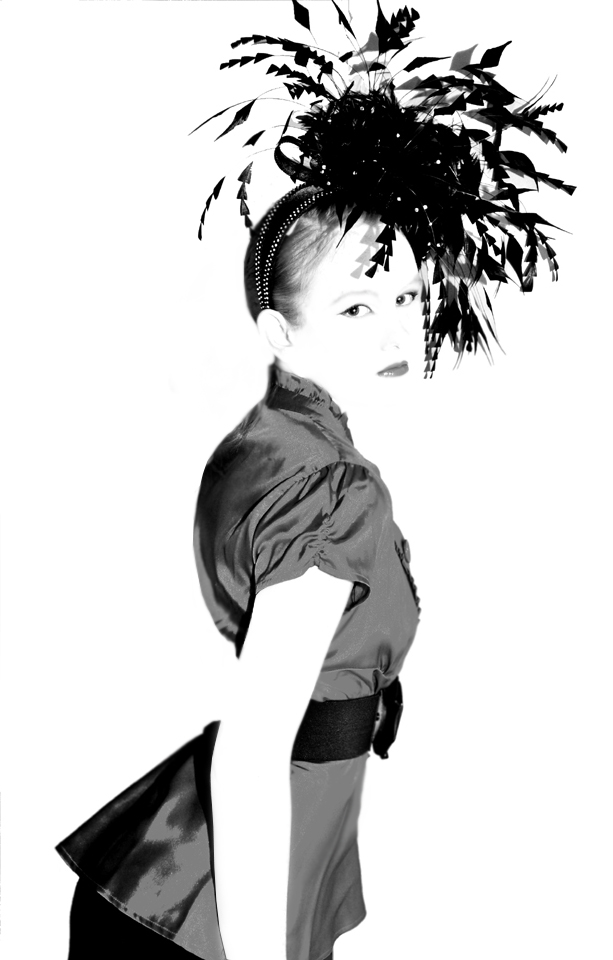
Schwarzer Fascinator mit Haarreif, 2009
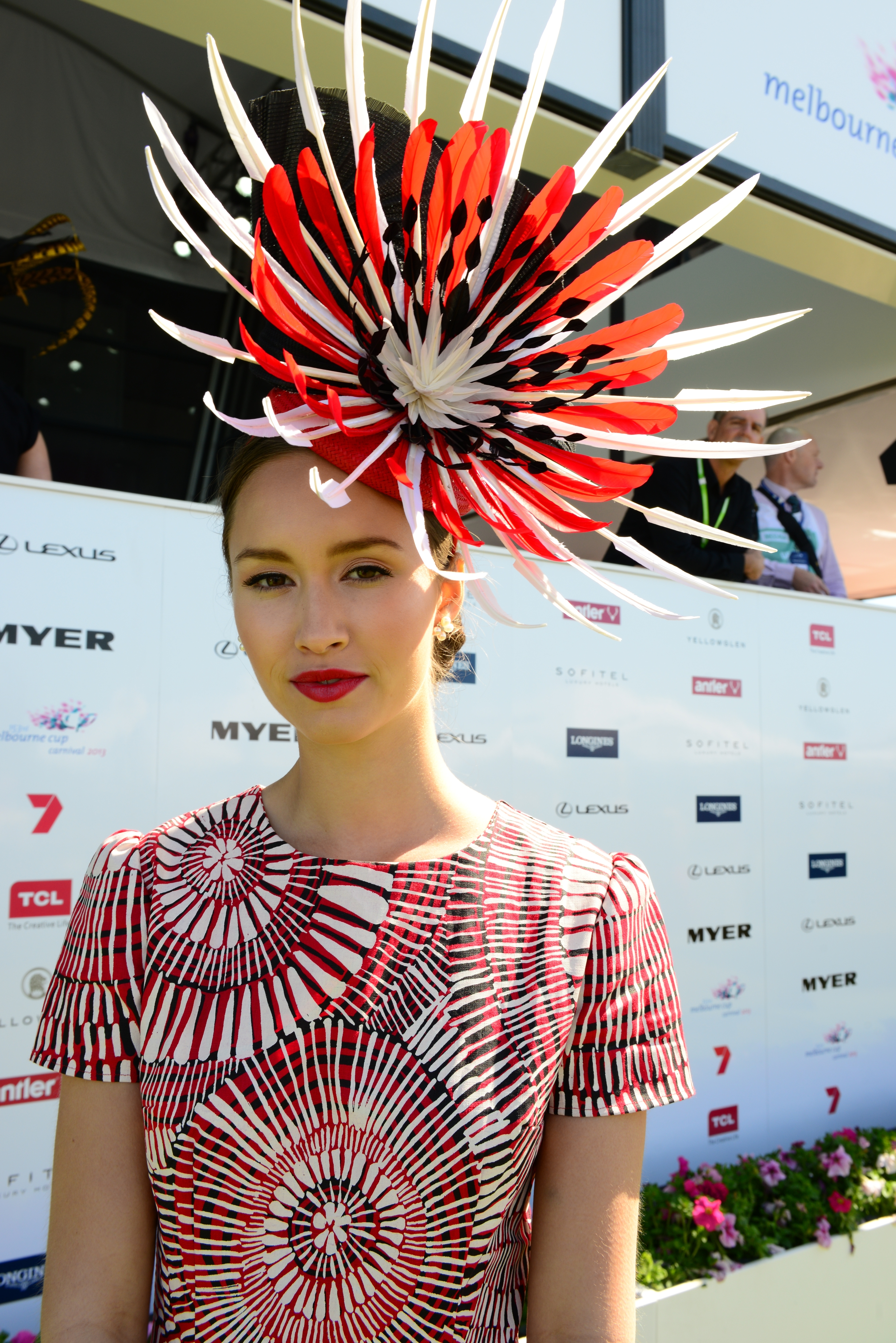
Fascinator passend zum Kleid, 2013
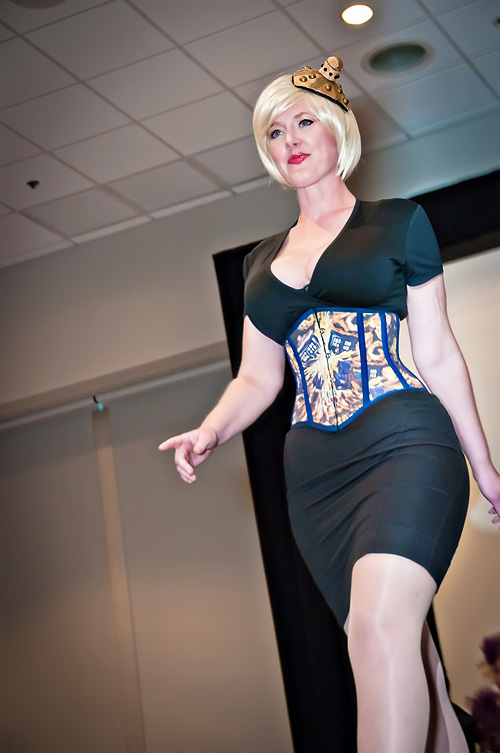
Fascinator bei einer Comic-Messe in Las Vegas, 2013

## Fascinators bei formalen Anlässen
Ein Fascinator kann grundsätzlich zu allen Gelegenheiten, bei denen ein Hut getragen wird, anstelle eines Hutes getragen werden. In Großbritannien sind solche Gelegenheiten traditionell Hochzeitsfeiern, Pferderennen oder andere Anlässe, zu denen formelle Tageskleidung getragen wird. Im Gegensatz zum Hut lassen sich Fascinators gut mit verschiedenen Frisuren kombinieren.
Eine Formalisierung des Dresscodes für die königliche Loge beim Pferderennen Royal Ascot verlangt seit 2012, dass Damen einen Hut tragen, Fascinators sind aus formellen Gründen nicht mehr zugelassen. In den Vorjahren hatten Damen den traditionellen Hut durch den populäreren Fascinator ersetzt. In dem öffentlich zugänglichen Teil der Besuchertribünen sind Fascinators weiterhin anstelle des Hutes zugelassen.

### Fascinator der Prinzessin Beatrice of York

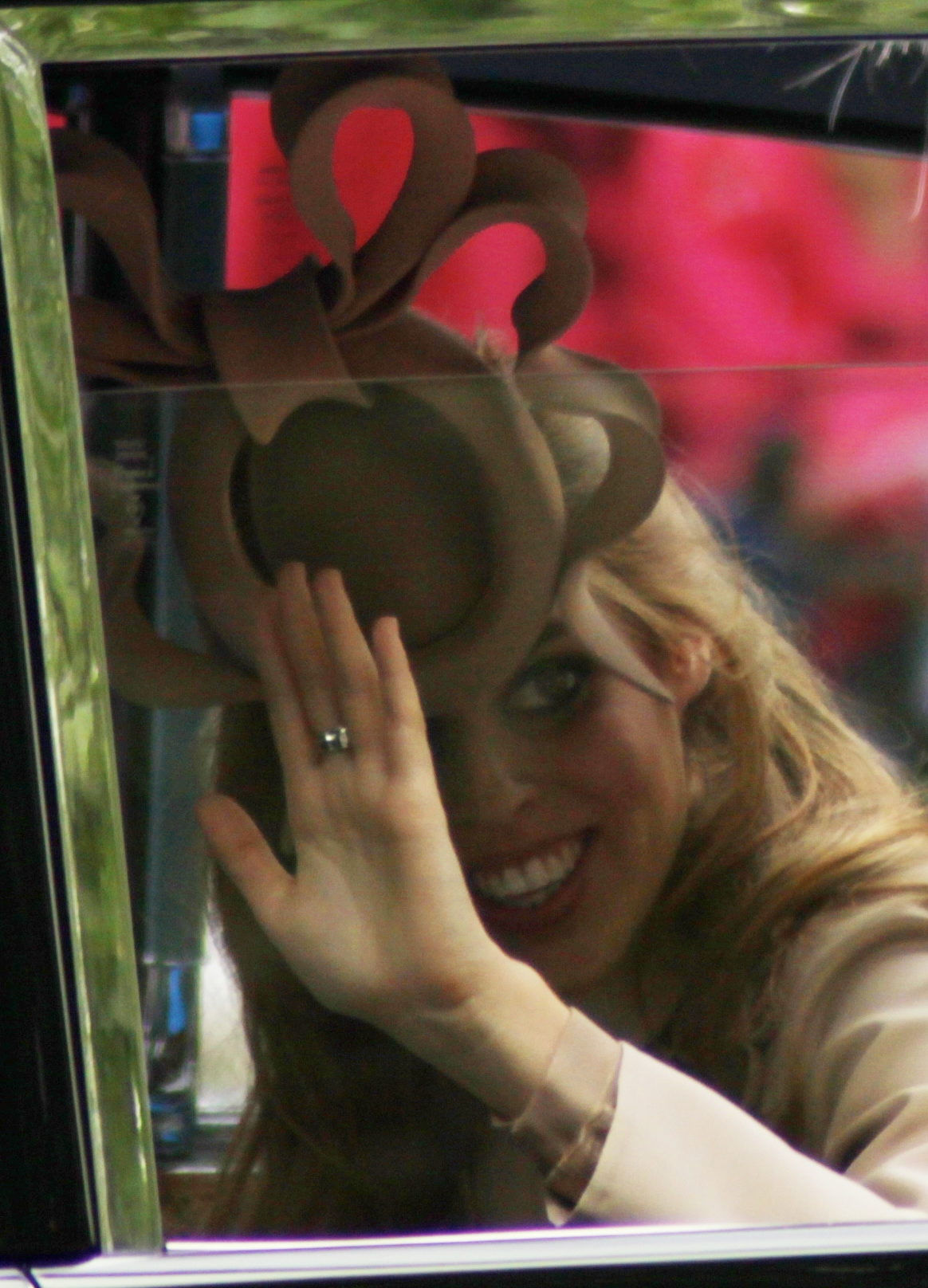
Prinzessin Beatrice mit Fascinator anlässlich der Hochzeit von Prinz William und Kate Middleton, 2011

In Deutschland wurde die Mode der Fascinators einer größeren Öffentlichkeit durch die Berichterstattung anlässlich der Hochzeit von Prinz William und Catherine Middleton im April 2011 bekannt. Dazu waren zahlreiche Hochzeitsgäste mit Fascinators erschienen. Besonderes Aufsehen erregte der Fascinator von Beatrice of York, ein von Philip Treacy anlässlich der Hochzeit für die britische Prinzessin angefertigter Kopfschmuck. Der aus beigefarbenem Stoff in Form eines dreidimensionalen barocken Bandornaments gestaltete Fascinator erregte aufgrund seiner ungewöhnlichen Form die Gemüter. Die New York Times rechnete den Kopfputz zu den „75 Dingen, über die New Yorker 2011 sprachen“. Das Time Magazine erklärte den Fascinator zum „Top 3 Meme“ des Jahres 2011. Das als „Brezel“, „Geweih“, „Klobrille“ oder „wildgewordenes Heftpflaster“ verspottete Accessoire war Gegenstand von Karikaturen und scherzhaften Abbildungen. Eine Facebook-Seite mit dem Titel „Princess Beatrice’s ridiculous Royal Wedding hat“ fand in kurzer Zeit 143.000 Fans. Prinzessin Beatrice nutzte das große öffentliche Interesse an dem Fascinator für wohltätige Zwecke und versteigerte den Kopfschmuck für umgerechnet rund 99.000 Euro über die Plattform eBay. Den Erlös stiftete sie an ein Kinderhilfswerk.